# Robert Benton
Robert Douglas Benton (Waxahachie, 29 settembre 1932 – New York, 11 maggio 2025) è stato un regista e sceneggiatore statunitense.

## Biografia
Vinse nel 1980 il premio Oscar al miglior regista e alla migliore sceneggiatura non originale per Kramer contro Kramer e nel 1985 l'Oscar alla migliore sceneggiatura originale per Le stagioni del cuore. Fra gli altri film da lui diretti, si ricordano Una lama nel buio e La vita a modo mio, entrambi interpretati da Jessica Tandy.
Benton è morto l'11 maggio 2025, all'età di 92 anni, nella sua casa di Manhattan.

## Vita privata
Nel 2023 rimase vedovo di Sallie, la sua unica moglie. La coppia, che fu sposata per quasi sessant'anni, ebbe un figlio.

## Filmografia parziale

### Regista
- Cattive compagnie (Bad Company) (1972)
- L'occhio privato (The Late Show) (1977)
- Kramer contro Kramer (Kramer vs. Kramer) (1979)
- Una lama nel buio (Still of the Night) (1982)
- Le stagioni del cuore (Places in the Heart) (1984)
- Nadine, un amore a prova di proiettile (Nadine) (1987)
- Billy Bathgate - A scuola di gangster (Billy Bathgate) (1991)
- La vita a modo mio (Nobody's Fool) (1994)
- Twilight (1998)
- La macchia umana (The Human Stain) (2003)
- Feast of Love (2007)

### Sceneggiatore
- Gangster Story (Bonnie and Clyde), regia di Arthur Penn (1967)
- Uomini e cobra (There Was a Crooked Man...), regia di Joseph L. Mankiewicz (1970)
- Ma papà ti manda sola? (What's Up, Doc?), regia di Peter Bogdanovich (1972)
- Oh! Calcutta!, regia di Jacques Levy (1972)
- Cattive compagnie (Bad Company), regia di Robert Benton (1972)
- L'occhio privato (The Late Show), regia di Robert Benton (1977)
- Superman, regia di Richard Donner (1978)
- Kramer contro Kramer (Kramer vs. Kramer), regia di Robert Benton (1979)
- Una lama nel buio (Still of the Night), regia di Robert Benton (1982)
- Le stagioni del cuore (Places in the Heart), regia di Robert Benton (1984)
- Nadine - Un amore a prova di proiettile (Nadine), regia di Robert Benton (1987)
- Billy Bathgate - A scuola di gangster (Billy Bathgate), regia di Robert Benton (1991)
- La vita a modo mio (Nobody's Fool), regia di Robert Benton (1994)
- Twilight, regia di Robert Benton (1998)
- The Ice Harvest, regia di Harold Ramis (2005)

## Riconoscimenti

### Premio Oscar
- 1968 - Candidatura alla migliore sceneggiatura originale per Gangster Story
- 1978 - Candidatura alla migliore sceneggiatura originale per L'occhio privato
- 1980 - Miglior regista per Kramer contro Kramer
- 1980 - Migliore sceneggiatura non originale per Kramer contro Kramer
- 1985 - Candidatura al miglior regista per Le stagioni del cuore
- 1985 - Migliore sceneggiatura originale per Le stagioni del cuore
- 1995 - Candidatura alla migliore sceneggiatura non originale per La vita a modo mio

### Golden Globe
- 1968 - Candidatura alla migliore sceneggiatura per Gangster Story
- 1980 - Candidatura al miglior regista per Kramer contro Kramer
- 1980 - Migliore sceneggiatura per Kramer contro Kramer
- 1985 - Candidatura alla migliore sceneggiatura per Le stagioni del cuore